# Wyola, Montana
Wyola, Montana (енгл. Wyola) насељено је место без административног статуса у америчкој савезној држави Монтана.

## Демографија
По попису из 2010. године број становника је 215, што је 29 (15,6%) становника више него 2000. године.
| Група             | 2000.      | 2010.      |
| Белци             | 32 (17,2%) | 34 (15,8%) |
| Афроамериканци    | 0 (0,0%)   | 0 (0,0%)   |
| Азијати           | 0 (0,0%)   | 0 (0,0%)   |
| Хиспаноамериканци | 4 (2,2%)   | 5 (2,3%)   |
| Укупно            | 186        | 215        |